# Jagdgeschwader 53
Il Jagdgeschwader 53 (JG 53 - 53º stormo caccia), soprannominato Pik-As (Asso di picche), fu un reparto aereo della Luftwaffe, l'aeronautica militare tedesca, attivo dal 1939 al 1945. L'unico tipo di velivolo impiegato dallo stormo fu il Messerschmitt Bf 109.

## Storia

### Fronte occidentale

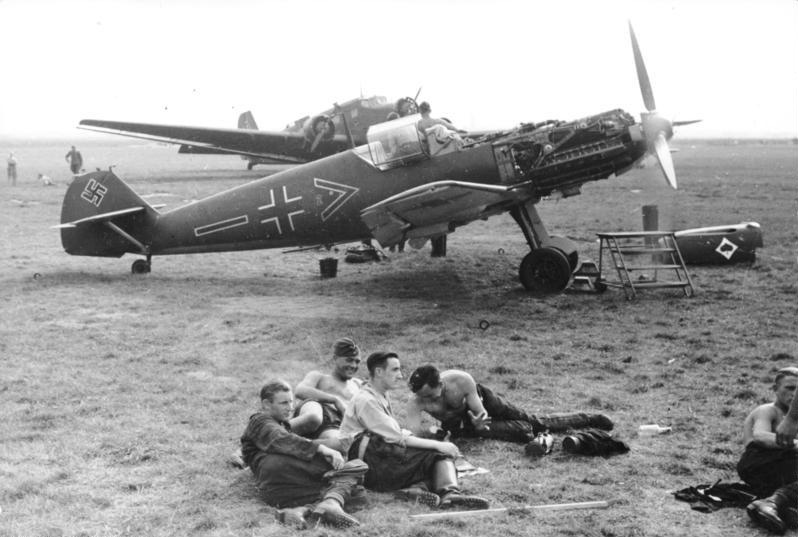
Un Bf 109 E del JG 53, 1939. Notare l'emblema del reparto, l'asso di picche, sul cofano motore poggiato a terra.

Alla sua fondazione nel JG 53 militavano molti ex-piloti della Legione Condor, che avevano accumulato esperienza nel corso della guerra civile spagnola. Tra questi Werner Mölders, Staffelkapitän della 1./JG 53 (1ª squadriglia del JG 53) con sede a Wiesbaden. Il 14 maggio 1940 il JG 53 ottenne la 43ª vittoria. In piena campagna di Francia, tra maggio e giugno del 1940, il numero di vittorie nei confronti della Royal Air Force e della Armée de l'air salì repentinamente fino 275, con Mölders a quota 25 vittorie e il tenente Friedrich-Karl Müller a 8. Durante la primavera e l'estate del 1940 il Kommodore del reparto era Hans-Jürgen von Cramon-Taubadel.
Mentre il JG 53 si stava facendo una reputazione nel corso della battaglia d'Inghilterra, come conferma una nota del servizio di intelligence della RAF, il Reichmarshall Hermann Göring fu informato che la moglie del maggiore von Cramon-Taubadel era ebrea. Göring ordinò quindi a tutto gli Stab (i comandanti del reparto) di rimuovere l'emblema dell'asso di picche dai loro aerei, e sostituirlo con una striscia rossa intorno al cofano motore, in segno di punizione. I piloti obbedirono all'ordine, ma in aggiunta rimossero anche, come segno di protesta, le svastiche che campeggiavano sui timoni dei loro aerei.
Nel corso di questo fase della battaglia d'Inghilterra, gli aerei dei comandanti del JG 53 furono facilmente riconoscibili, grazie alla fascia rossa e all'assenza della svastica sulla coda dei loro Bf 109. Il 30 settembre il comando del reparto passò a Günther Freiherr von Maltzahn ed ai piloti fu concesso di rimuovere la fascia rossa e di rimettere l'asso di picche. Il JG 53 fu uno dei reparti di maggior successo durante la battaglia, ottenendo 258 vittorie contro 51 piloti rimasti uccisi o prigionieri di guerra, il miglior pilota fu Hans Karl Meyer, che sui cieli britannici ottenne 21 vittorie, a cui seguivano Heinz Bretnutz con 18 e Erich Schmidt con 17. Il JG 53 raggiunse le 500 vittorie nel novembre 1940.

### Fronte orientale
Nell'aprile 1941 il reparto fu trasferito a est in preparazione dell'Operazione Barbarossa. Sotto il controllo della Luftflotte 2, al comando del feldmaresciallo Albert Kesselring, il reparto, ora equipaggiato coi nuovi Bf 109 F, fu basato a Bielany. Il 31 luglio 1941 le vittorie del JG 53 toccarono quota 1.000. Nel periodo dal 22 giugno al 5 dicembre il JG 53 abbatté 762 aerei sovietici, perdendone 35 in combattimento e 2 a terra.

### Teatro del Mediterraneo

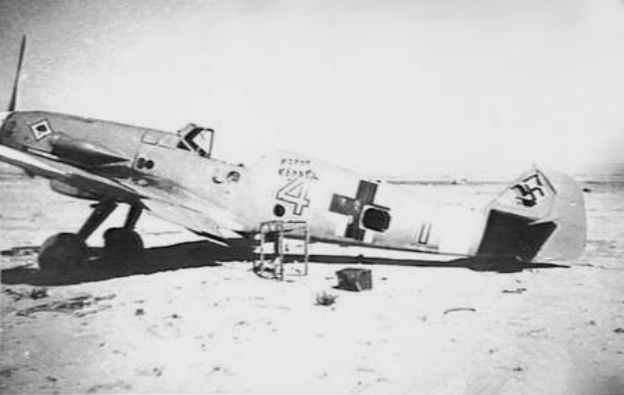
Un Bf 109 F danneggiato, appartenente al JG 53. El Daba, Egitto, circa 1942.

Nel corso dello stesso anno il JG 53 fu trasferito in Sicilia, da cui condusse operazioni contro Malta. Alcuni elementi del reparto, da luglio e novembre 1941, operarono nei Paesi Bassi. In dicembre, per un breve periodo il III./JG 53 fu trasferito in Nord Africa, mentre il resto del JG 53 fu si trasferì a Comiso, in Sicilia, dove proseguì le operazioni contro Malta fino al maggio 1942. Nell'estate dello stesso anno il II./JG 53 operò da Pantelleria, sia in operazioni contro Malta, sia come scorta ai bombardieri che attaccavo i convogli britannici che portavano rifornimenti a Malta.
In questi 5 mesi il JG 53 ottenne quasi 200 vittorie, la maggior parte ottenute ai danni di Hurricane e Spitfire. Franz Schiess ottenne 11 vittorie nei cieli di Malta, tra cui la sua 20ª vittoria complessiva, uno Spitfire abbattuto il 18 luglio 1942. Gerhard Michalski, che fu il pilota tedesco di maggior successo su Malta, registrando 26 vittorie, divenne Gruppenkommandeur del II./JG 53 nel giugno 1942. A settembre, al raggiungimento delle 41 vittorie, fu insignito della Croce di Cavaliere della Croce di Ferro. Il 15 ottobre Michalski fu abbattuto da una coppia di Spitfire. Riuscì a far ammarare il Bf 109 G-2 e fu salvato dal servizio di soccorso tedesco.

### Separazione
Nel maggio 1942, dopo la fine dell'offensiva aerea tedesca contro Malta, il reparto fu diviso, con i suoi tre gruppi sparsi in tre teatri diversi. Il III./JG 53 tornò in Nord Africa, per sostenere l'avanzata di Rommel verso Il Cairo. Il II./JG 53 rimase basati in Sicilia per sostenere le operazioni nel Mediterraneo centrale, mentre il I./JG 53 fu trasferito sul fronte orientale, in estate sostenne l'offensiva tedesca nel settore meridionale, volta a prendere Stalingrado ed il Caucaso.

### Il I./JG 53 sul fronte orientale
Insieme al JG 3 e al JG 52, oltre allo Stab e al II./JG 77, il I./JG 53 fu assegnato al Fliegerkorps VIII della Luftflotte 4 impegnato nell'Operazione Blu. Sotto al comando di Herbert Kaminski, tra il maggio e il settembre 1942 sul fronte orientale il I./JG 53 ottenne 918 vittorie, al prezzo di 34 Bf 109 perduti, 18 piloti uccisi in azione e 9 rimasti feriti.
Nel solo mese di agosto, l'Hauptmann Friedrich-Karl Müller ottenne 25 vittorie contro la Voenno-vozdušnye sily SSSR, ed altre 35 tra il 1º settembre e il 19 settembre, giorno in cui ottenne la sua 100ª e 101ª vittoria, che gli valsero la Croce di Cavaliere della Croce di Ferro. Ricevette le Fronde di Quercia il 23 settembre. Sempre nell'agosto del 1942, Walter Zellot ottenne 44 delle sue 86 vittorie totali. Il 27 agosto Wilhelm Crinius ottenne la 1.000ª vittoria del I./JG 53. Crinius, che volava spesso in coppia con Wolfgang Tonne o Müller, ottenne 40 vittorie nel solo mese di agosto e 46 nel mese di settembre. Fu proprio il 22 settembre, che colse la sua 100ª vittoria. Il giorno successivo fu insignito della Croce di Cavaliere della Croce di Ferro con Fronde di Quercia. Sempre il 22 settembre, durante la battaglia di Stalingrado, lo Staffelkapitän del 3./JG 53, l'Oberleutnant Wolfgang Tonne, ottenne le sue vittorie numero 100, 101 e 102.
A dispetto di tutti questi risultati, durante la battaglia di Stalingrado il I./JG 53 soffrì la dura resistenza della Voenno-vozdušnye sily SSSR e della Vojska protivovozdušnoj oborony SSSR, con molti assi del gruppo che rimasero uccisi o divennero prigionieri di guerra:
- 30 giugno 1942: Uno Yak-1 abbatté Joachim Louis, in quel momento con 22 vittorie all'attivo. Catturato, divenne prigioniero di guerra.[4]
- 8 luglio 1942: Wilhelm Crinius, all'epoca con ancora sole 12 vittorie, fu abbattuto dalla contraerea sopra Voronež.[4]
- 6 agosto 1942: Hans Röhrig fu abbattuto da uno Yak-1, probabilmente dell'asso sovietico Mikhaïl Baranov. In quel momento Röhrig aveva già all'attivo solo 8 delle sue 75 vittorie totali. Baranov abbatté inoltre uno dei bombardieri in picchiata che il I./JG 53 stava scortando, il Ju 87D-3 di Herbert Oswald.[3]
- 19 agosto 1942: Walter Zellot fu abbattuto da un caccia sovietico[4], probabilmente lo Yak-1 del futuro asso Boris M. Vasilyev.[5]
- 7 settembre 1942: Mentre scortando un Fw 189A-1, Wilhelm Budke, con all'attivo 10 vittorie, fu attaccato dallo Yak-7B dell'asso Sultan Amet-Khan e costretto ad un atterraggio di emergenza. Il gregario di Amet-Khan, l'asso Ivan Stepanenko, attaccò invece l'Fw 189. L'aereo riuscì ad atterrare ma riportò danni tanto estesi che fu demolito.[3]
- 8 settembre 1942: Hans Kornatz, con 38 vittorie all'attivo, fu abbattuto, rimanendo ferito[4], probabilmente nel combattimento contro lo Yak-1 dello spagnolo José Pascual Santamaría. Quel giorno Santamaría abbatté 3 Bf 109, ma fu colpito a sua volta e costretto a lanciarsi, rimanendo ucciso in quanto il paracadute non si aprì.[3]
- 9 settembre 1942: Alfred Franke, 60 vittorie, fu abbattuto durante il duello con l'Il-2 Šturmovik del pilota Pavel S. Vinogradov, morendo nello schianto.[3]
- 10 settembre 1942: Tre piloti del I./JG 53 rimasero uccisi o feriti nei cieli di Stalingrado: Heinrich Wöhrle (10 vittorie), rimasto ferito, Franz Hagedorn (37 vittorie), abbattuto ed ucciso da un Il-2 Šturmovik e Walter Zellot (86 vittorie), abbattuto ed ucciso dalla contraerea.[3]
- 13 settembre 1942: Durante un servizio di scorta a dei Ju 88, Erwin Meier, asso del 2./JG 53 con 11 vittorie all'attivo, abbatté lo Yak-1 del pilota femmina Raisa Belyaeva. Tuttavia, fu sorpreso da un altro Yak-1, pilotato da un'altra donna nonché futuro asso dell'aviazione, Lydia Litvyak. Riuscì a paracadutarsi dal suo 109 G-2, oramai in fiamme, ma fu catturato dalle truppe sovietiche.[6]

### Riunione nel Mediterraneo

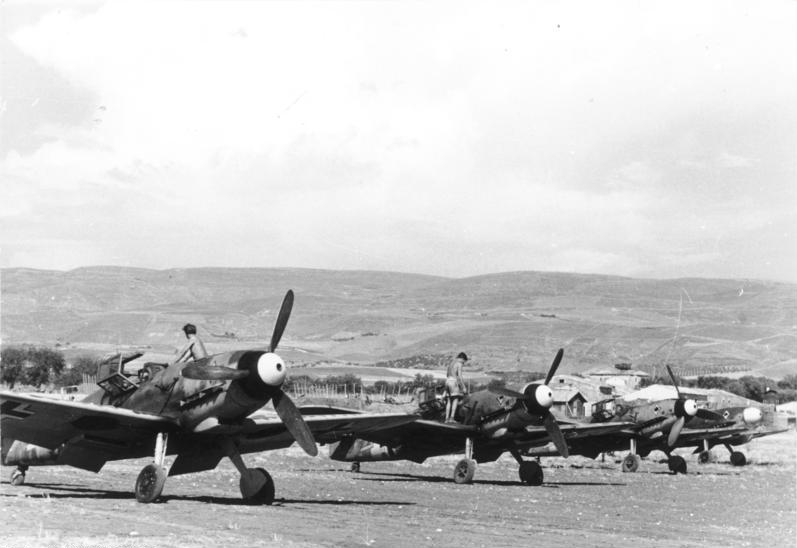
Messerschmitt Bf 109 G del JG 53, in un aeroporto temporaneo nell'Sud Italia, 1943

Il 1º novembre 1942, Müller fu nominato Gruppenkommandeur del I./JG 53, che fece ritorno al teatro del Mediterraneo. Nel novembre del 1942 Il JG 53 si ritrovò riunito in Sicilia, dove prese parte ad una tardiva offensiva contro Malta, un breve blitz che fu subito sventato dall'arrivo di rinforzi Alleati. Durante le oltre 1.942 operazioni in Nord Africa, Sicilia e Malta, il JG 53 ottenne 388 vittorie. Gerhard Michalski ne ottenne 25 su Malta (miglior risultato tra tutti i piloti della Luftwaffe), Gunther von Maltzhan 13 e Franz Schiess 10. Con l'invasione alleata della Tunisia nel mese di novembre, il reparto si trovò nuovamente separato. In Tunisia furono impiegate varie unità della Luftwaffe, il II./JG 2, il III./ZG 2, il I./JG 53, il II./JG 51 ed il JG 77, oltre con al 155º Gruppo Caccia della Regia Aeronautica. Il 14 febbraio 1943 la Wehrmacht lanciò la sua offensiva su Kasserine. Nonostante il successo iniziale, la mancanza di risorse costrinse la Deutsches Afrikakorps a ritirarsi dalla Tunisia, che rimase difesa solo dal JG 53 e dal JG 77. In novembre, il III./JG 53 tornò dal Nord Africa in Sicilia, dopo aver ottenuto 113 vittorie nei cieli africani, da aggiungere alle 61 ottenute su Malta nella prima parte dell'anno. Le perdite, tuttavia, furono pesanti: 14 piloti uccisi, 3 prigionieri e rimasti 7 gravemente feriti. Walter Stumpf, con 47 vittorie ottenute in Tunisia, fu il miglior pilota dell'unità, anche se fu ucciso dalla contraerea il 13 ottobre 1942. Con le flotte alleate che dominavano il mare, fu organizzato un vasto ponte aereo tra la Tunisia e la Sicilia, col I./JG 53 che fu occupato nella scorta aerei dei lenti Ju 52. Fu proprio in Tunisia che Crinius riuscì ad ottenere altre 14 vittorie, fino al 13 gennaio 1943, quando in un combattimento con gli Spitfire della RAF non fu ferito ad una coscia. Abbandonato il suo Bf 109 G-2, fu salvato da dei marinai francesi, diventando prigioniero di guerra. Sempre in Tunisia Schiess ottenne altre 20 vittorie.
La seconda metà del 1943 vide le forze tedesche in ritirata verso nord, in Italia. In questi mesi il JG 53, anch'esso nuovamente basato in Italia, vide una crescita allarmante delle perdite tra i propri piloti, accoppiata ad un calo di successi senza precedenti. Schiess, diventato Staffelkaptän dell'8./JG 53 con 67 vittorie totali, rimase ucciso in azione contro i P-38 Lightning il 2 settembre 1943.

### Difesa del Reich

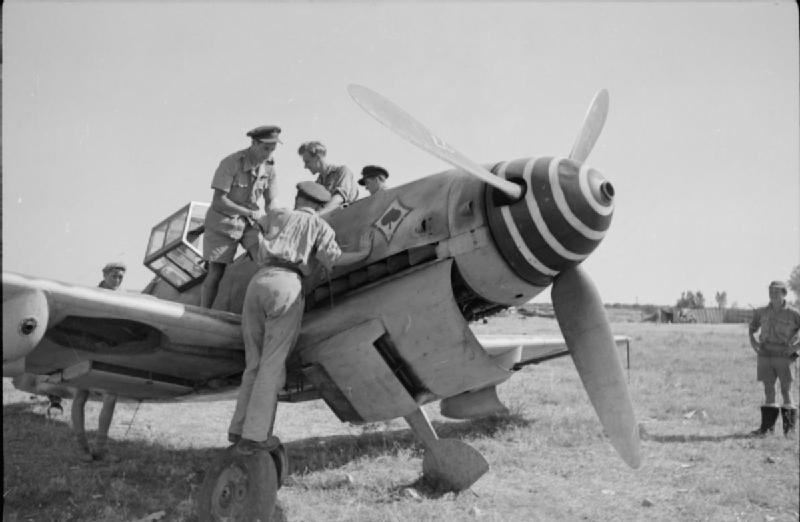
Alcuni piloti del No. 43 Squadron RAF ispezionano un Messerschmitt Bf 109G del 6./JG 53 abbandonato a Comiso, Sicilia

Il II./JG 53 fu ritirato dall'Italia nell'ottobre 1943, e fu il primo gruppo ad essere assegnato alla Reichsverteidigung (Difesa del Reich). Basato inizialmente nei pressi di Vienna, operò dall'Austria dall'ottobre 1943 al marzo 1944, prima di venire trasferito nel sud-ovest della Germania. Il 7 gennaio 1944, il II./JG 53 decollò da Vienna-Seyring per intercettare una grossa formazione di bombardieri. A 8.000 metri entrarono in contatto con 25 P-38. Nel combattimento che ne seguì, che proseguì verso sud e si concluse nei cieli del nord della Jugoslavia, il II./JG 53 abbatté 15 P-38. L'inverno del 1943/44 i cieli italiani furono teatri di aspri combattimenti, con i I./JG 53 e III./JG 53 che combatterono le soverchianti forze alleate da Montecassino ad Anzio, fino al Nord Italia. Il II./JG 53 fu l'unico gruppo a vedere l'azione contro le forze alleati nel giorno dello sbarco in Normandia, il 6 giugno 1944. La Luftwaffe subì perdite catastrofiche in Francia, ed il II./JG 53 non fece eccezione. In un solo mese il gruppo perse 42 aerei abbattuti dal nemico, 18 per incidenti, 20 abbandonati e altri 20 per motivi diversi, cioè il 200% della sua forza operativa. Il 22 agosto, mentre fungeva da scorta ad attacchi secondari contro il XV Corps statunitense vicino a Mantes-la-Jolie, il II./JG 53 fu sorpreso da una grossa formazione di P-38, perdendo 7 aerei. Il III./JG 53 tornò in Italia nel giugno 1944 e, dopo un breve periodo di riequipaggiamento, fu attivo nella difesa del Reich. Quando gli Alleato lanciarono l'Operazione Market Garden, sia il II./JG 53 che il III./JG 53 furono chiamati in azione. L'autunno 1944 vide anche la nascita del IV./JG 53. Lo Stab ed i gruppi II, III, e IV erano basati nel settore sud-occidentale del fronte occidentale. Il I./JG53 fu invece trasferito in Romania, a protezione dei vitali campi petroliferi di Ploiești, fu poi attivo in Ungheria, dove prese parte ai feroci combattimenti contro le forze sovietiche dal 1944 all'inizio del 1945, quando si ritirò prima in Cecoslovacchia e poi in Austria, prima di essere finalmente sciolto nell'aprile del 1945. I suoi membri rimasti si unirono al II/JG 52.
Per il resto della guerra il JG 53, ad esclusione del I./JG 53, continuò ad operare nel sud-ovest della Germania, combattendo fino alla fine. Fu sciolto definitivamente l'8 maggio 1945, giorno della fine della seconda guerra mondiale in Europa

## Comandanti

### Kommodore (comandanti di stormo)
- Oberst Bruno Loerzer, marzo 1937 - marzo 1938
- Oberstleutnant Werner Junck, aprile 1938 - settembre 1939
- Major Hans Klein, 1º settembre 1939 - 15 dicembre 1939
- Major Hans-Jürgen von Cramon-Taubadel, 1º gennaio 1940 - 30 settembre 1940
- Oberst Günther Freiherr von Maltzahn, ottobre 1940 - ottobre 1943
- Major Friedrich-Karl Müller ottobre 1943 - ottobre 1943
- Major Kurt Ubben ottobre 1943 - novembre 1943
- Oberstleutnant Helmut Bennemann, novembre 1943 - aprile 1945

### Gruppenkommandeure (comandanti di gruppo)

#### I./JG 53
- Hauptmann Lothar von Janson, 1º maggio 1939
- Hauptmann Albert Blumensaat, 1º luglio 1940
- Hauptmann Hans-Karl Mayer, 1º settembre 1940
- Hauptmann Hans-Heinrich Brustellin, ottobre 1940
- Oberleutnant Wilfried Balfanz, 1º giugno 1941
- Hauptmann Franz von Werra, luglio 1941
- Hauptmann Ignaz Prestele, agosto 1941
- Major Herbert Kaminski, 1º novembre 1941
- Hauptmann Walter Spies, agosto 1942
- Hauptmann Friedrich-Karl Müller, novembre 1942
- Major Jürgen Harder, 15 febbraio 1944
- Hauptmann Wolfgang Ernst, gennaio 1945
- Hauptmann Erich Hartmann, febbraio 1945
- Hauptmann Helmut Lipfert, 15 febbraio 1945 - 17 aprile 1945

#### II./JG 53
- Major Hubert Merhart von Bernegg, 1º maggio 1939
- Major Günther Freiherr von Maltzahn, 19 agosto 1939
- Hauptmann Heinz Bretnütz, 9 ottobre 1940
- Hauptmann Walter Spies, giugno 1941
- Hauptmann Gerhard Michalski, luglio 1942
- Hauptmann Hans-Jürgen Westphal, 19 giugno 1943
- Major Karl-Heinz Schnell, luglio 1943
- Major Julius Meimberg, 24 aprile 1944

#### III./JG 53
- Hauptmann Werner Mölders, 1º novembre 1939
- Hauptmann Rolf Pingel, giugno 1940
- Hauptmann Harro Harder, luglio 1940
- Hauptmann Wolf-Dietrich Wilcke, 13 agosto 1940
- Major Erich Gerlitz, maggio 1942
- Hauptmann Franz Götz, ottobre 1942
- Hauptmann Siegfried Luckenbach, 18 gennaio 1945
- Hauptmann Wolfgang Ernst, aprile 1945

#### IV./JG 53
- Hauptmann Hans Morr, 25 ottobre 1944
- Hauptmann Friedrich Müer, ottobre 1944
- Hauptmann Alfred Hammer, 9 gennaio 1945

#### Ergänzungsgruppe (gruppo rimpiazzi e addestramento)
- Hauptmann Hubert Kroeck, novembre 1940